# Oberteisendorfer Ache
Die Oberteisendorfer Ache ist ein Fließgewässer in der Gemeinde Teisendorf im Landkreis Berchtesgadener Land in Bayern.
Der Bach entsteht südlich der A 8 aus dem Zusammenfluss des Schwarzenberggrabens mit einem unbenannten Zufluss. Von dort fließt die Ache in nördlicher Richtung, unterquert die A 8, fließt vorbei an Neukirchen am Teisenberg und dann in östlicher Richtung durch das Achthal und  Allerberg. In Oberteisendorf unterquert sie die B 304 und mündet am nordwestlichen Ortsrand von Teisendorf an der BGL 12 in die Sur.